# Psychoda erratilis
Psychoda erratilis är en tvåvingeart som beskrevs av Quate 1967. Psychoda erratilis ingår i släktet Psychoda och familjen fjärilsmyggor. Inga underarter finns listade i Catalogue of Life.